# Thelonious Monk Plays Duke Ellington
Albums de Thelonious Monk
Thelonious Monk and Sonny Rollins
(1953) The Unique Thelonious Monk
(1955)
Thelonious Monk Plays Duke Ellington est un album de jazz de Thelonious Monk, enregistré les 21 et 27 juillet 1955.

## Historique
L'album est produit par Riverside Records, qui a proposé à Monk d'enregistrer deux albums de reprises, celui-ci rendant hommage à Duke Ellington et The Unique Thelonious Monk, composé de standards de jazz.
Le jeu de Monk est sur cet album plus délicat.

## Pistes
| No | Titre                                              | Musique                                               | Durée |
| -- | -------------------------------------------------- | ----------------------------------------------------- | ----- |
| 1. | It Don't Mean a Thing (If It Ain't Got That Swing) | Duke Ellington/Irving Mills                           | 4:38  |
| 2. | Sophisticated Lady                                 | Duke Ellington, Irving Mills/Mitchell Parish          | 4:27  |
| 3. | I Got It Bad and That Ain't Good                   | Duke Ellington/Paul Francis Webster                   | 5:52  |
| 4. | Black and Tan Fantasy                              | Duke Ellington, Bubber Miley                          | 3:24  |
| 5. | Mood Indigo                                        | Duke Ellington, Barney Bigard/Irving Mills            | 3:13  |
| 6. | I Let a Song Go Out of My Heart                    | Duke Ellington/Irving Mills, Henry Nemo, John Redmond | 5:40  |
| 7. | Solitude                                           | Duke Ellington/Eddie DeLange, Irving Mills            | 3:42  |
| 8. | Caravan                                            | Duke Ellington, Juan Tizol                            | 5:55  |

## Musiciens
- Thelonious Monk : piano
- Oscar Pettiford : contrebasse
- Kenny Clarke : batterie